# Podul Lung, Călărași
Podul Lung este un sat din comuna Sipoteni, raionul Călărași, Republica Moldova.